# Kostel svatého Jiří (Chlum)
Kostel svatého Jiří je filiální barokní kostel v obci Chlum nedaleko Dubé v jižní části okresu Česká Lípa. Kostel, který stojí uprostřed návsi na výšině, je od roku 1965 je chráněný jako kulturní památka.Kostel přináleží v rámci litoměřické diecéze k římskokatolické farnosti Pavlovice.

## Historie

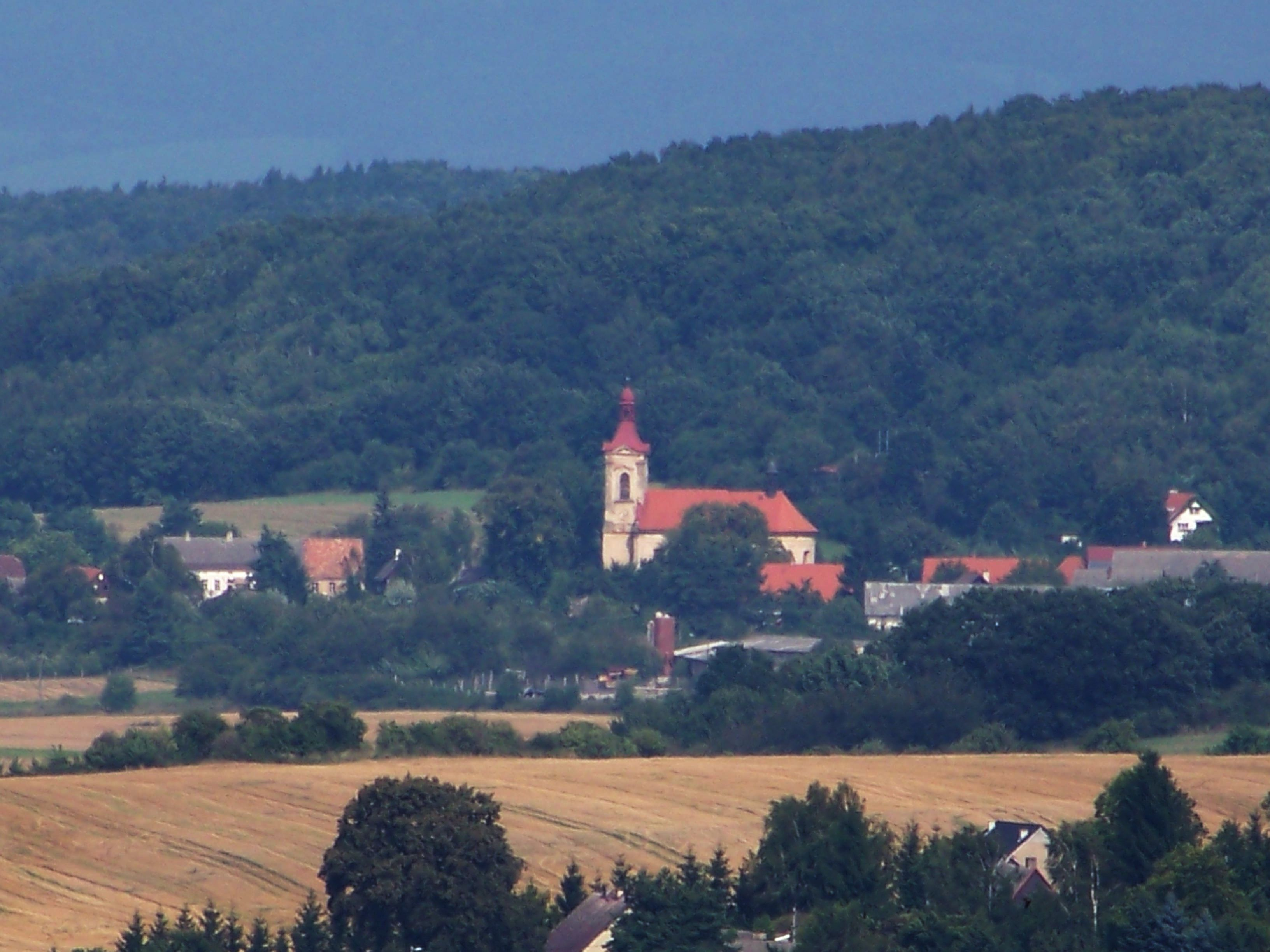
Pohled na kostel sv. Jiří v Chlumu z Vysokého vrchu

Předchozí kostel je zmiňován v Chlumu v roce 1293. Tento „první“ kostel byl filiální k faře v Bezdězu. Poté, co král Václav II. daroval Chlum svému vazalovi Hynkovi z Dubé, vyňal roku 1293 biskup Tobiáš z Bechyně chlumský kostel z bezdězské farnosti a dosadil do něj faráře. Když byla později samostatná plebánie zrušena a kostel byl jako filiální spravován z fary v Pavlovicích. V pobělohorské době patřil kostel nějaký čas do farnosti Doksy, a kolem roku 1650 do farnosti Česká Lípa. Roku 1670 se vrátil do farnosti Pavlovice, kam patří i ve 21. století. Samostatnou matriku vedl Chlum od roku 1673. Nový, stávající kostel nechal postavit v letech 1739–1740 Jan hrabě Kounic, z české větve Kouniců. V roce 1863 byla ke kostelu přistavěna z pískovcových kvádrů nová věž se zvonicí, která nahradila původní zchátralou dřevěnou. Kostel náleží pod duchovní správu Římskokatolické farnosti Pavlovice. V katalogu litoměřického biskupství je uveden jako filiální kostel sv. Jiří v Chlumu. Od počátku 20. století zde byly bohoslužby slouženy kaplany z Pavlovic, střídavě v Chlumu a Drchlavě. Od konce druhé světové války až do konce 20. století kostel chátral. Většina zařízení byla postupně zničena nebo rozkradena a kostel byl uzavřen. Kostel začal být postupně obnovován až na počátku 3. tisíciletí.

## Architektura
Kostel zasvěcený svatému Jiří je jednolodní, obdélný se segmentově uzavřeným presbytářem a hranolovou věží před západním průčelím. Stěny jsou zevně členěny lizénovými rámci a okny uzavřenými segmentem, uvnitř pilastry, v lodi zcela plochými, v presbytáři mohutnými trojbokými. Presbytář má v klenbě českou placku s konchou. Loď je zřejmě sklenuta valeně. Kruchta spočívá na třech arkádách, které nesou dva pilíře.

## Vybavení
Ještě na počátku 60. let 20. století zde bylo vnitřní vybavení. Zpráva o vybavení z tohoto období uvádí: oltář je raně barokní z doby kolem roku 1670. Je portálový s obrazem sv. Jiří, zřejmě od V. Richtera z Doks, který jej namaloval kolem roku 1740. V nástavci oltáře se nachází obraz Nejsvětější Trojice. Po stranách oltáře nad brankami je socha sv. Václava (dílo ve stylu německé renesance) a socha sv. Floriána. Obě sochy jsou z období kolem roku 1700. Levý boční oltář sv. Prokopa zdobí rozvilina s páskou z období kolem roku 1710. Je na něm obraz z téhož období. Pravý oltář Immaculaty je rokokový z obdodí kolem roku 1740 s o obrazem z téhož období. Kazatelna je barokní z období kolem roku 1700. Ve výklenku presbytáře je gotická, nově polychromovaná řezba Madony z období po roce 1400, která se dochovala jako torzo a byla přesunuta do depozitáře litoměřické diecéze. V 90. letech 20. století bylo vnitřní vybavení vypleněno a po roce 2000 je kostel téměř bez vnitřního zařízení. V roce 2003 byl uklizen, byl do něj instalován provizorní oltář a byly zde obnoveny bohoslužby, které se konaly příležitostně 1x měsíčně v letním období. 

## Galerie

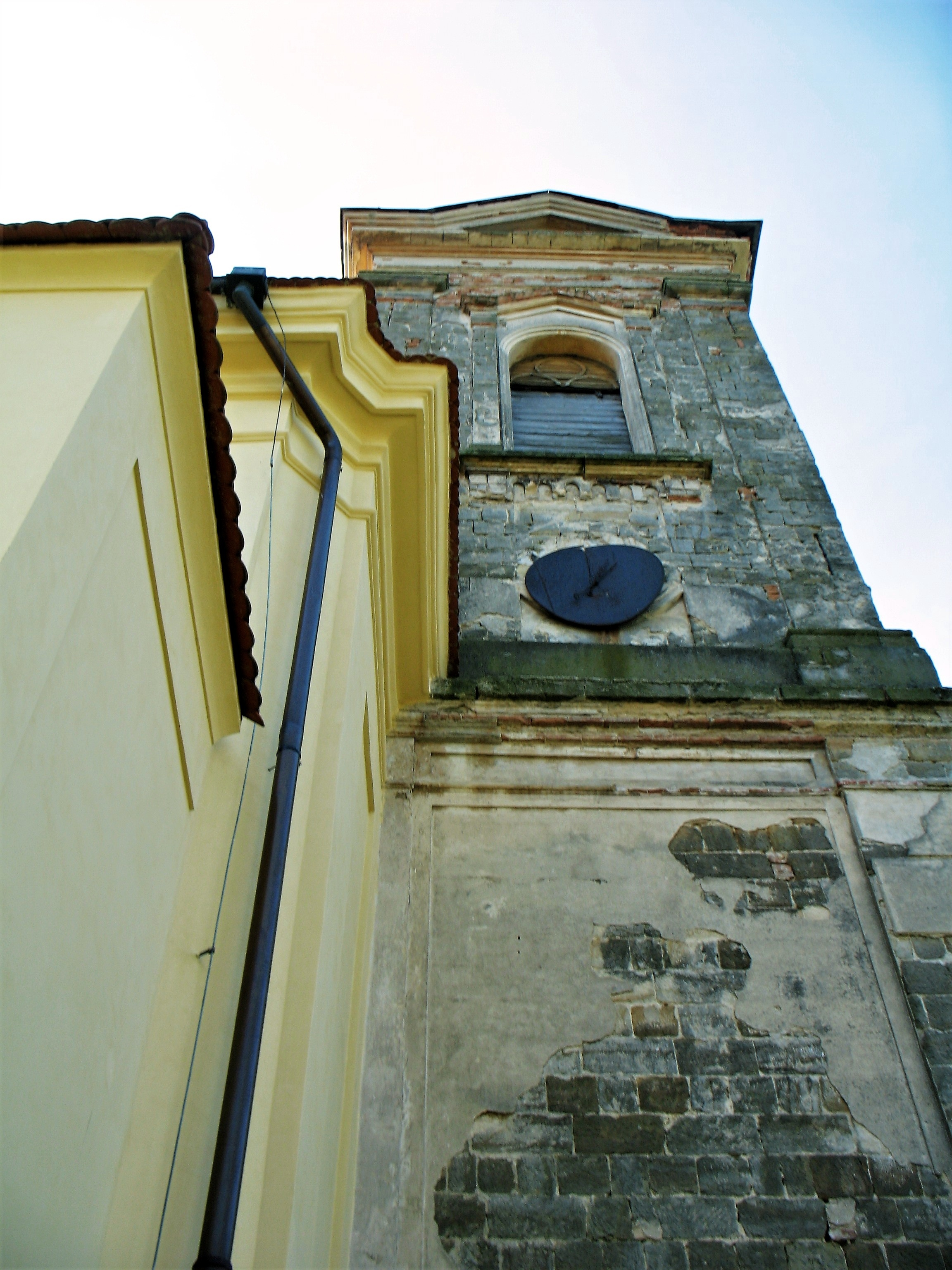
Kostelní věž
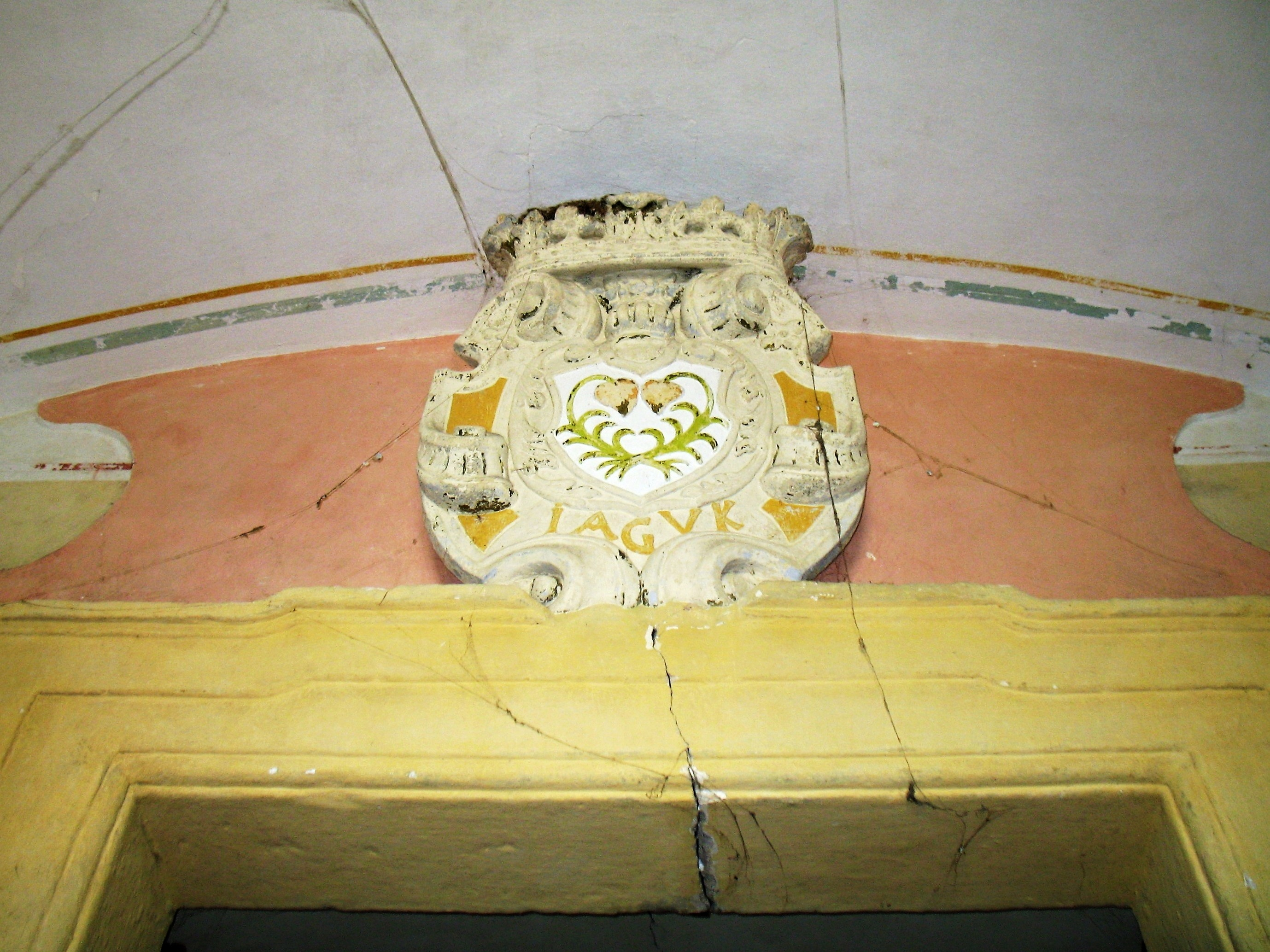
Znak Kouniců nad vchodem
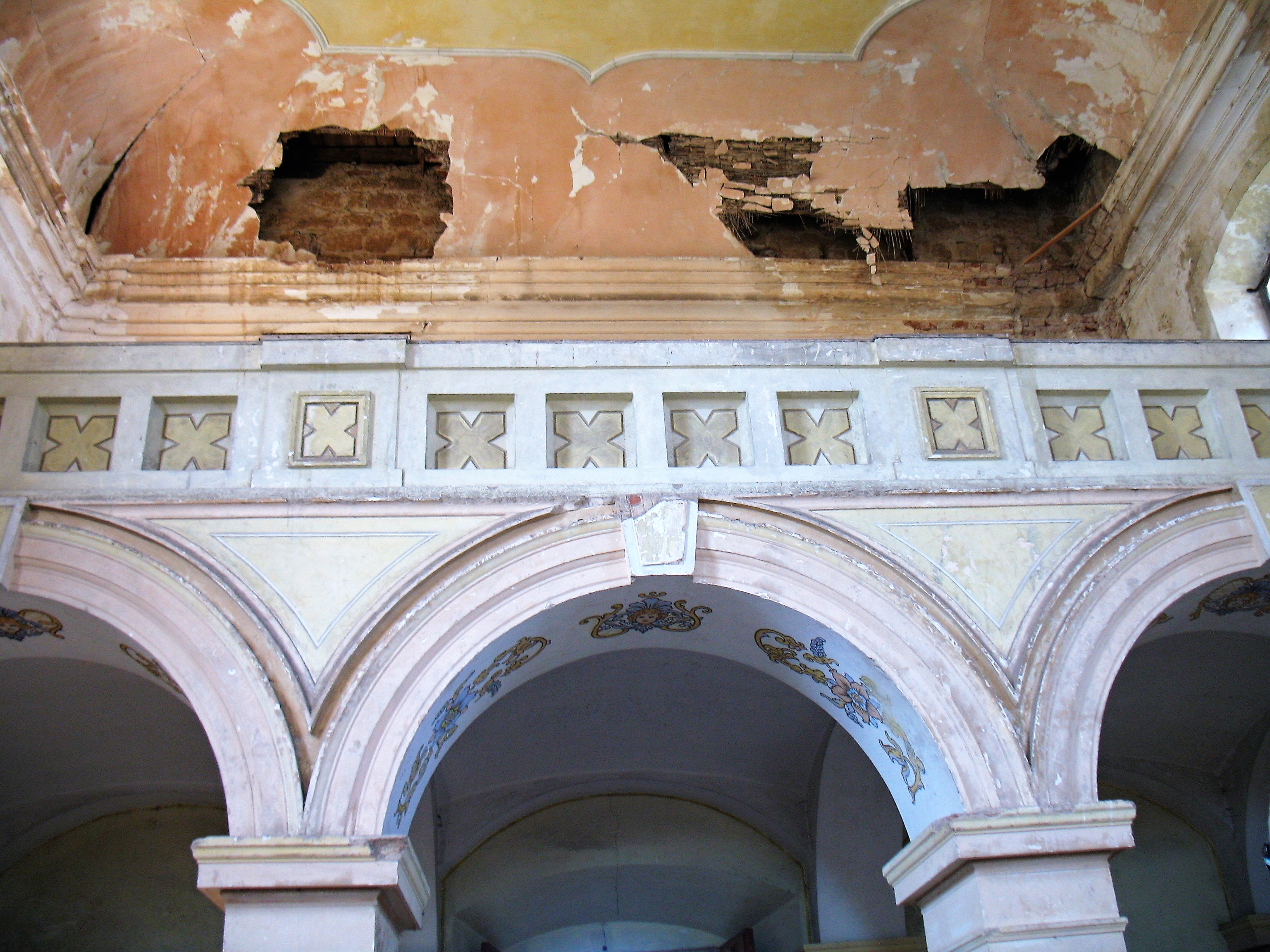
Pohled na kůr
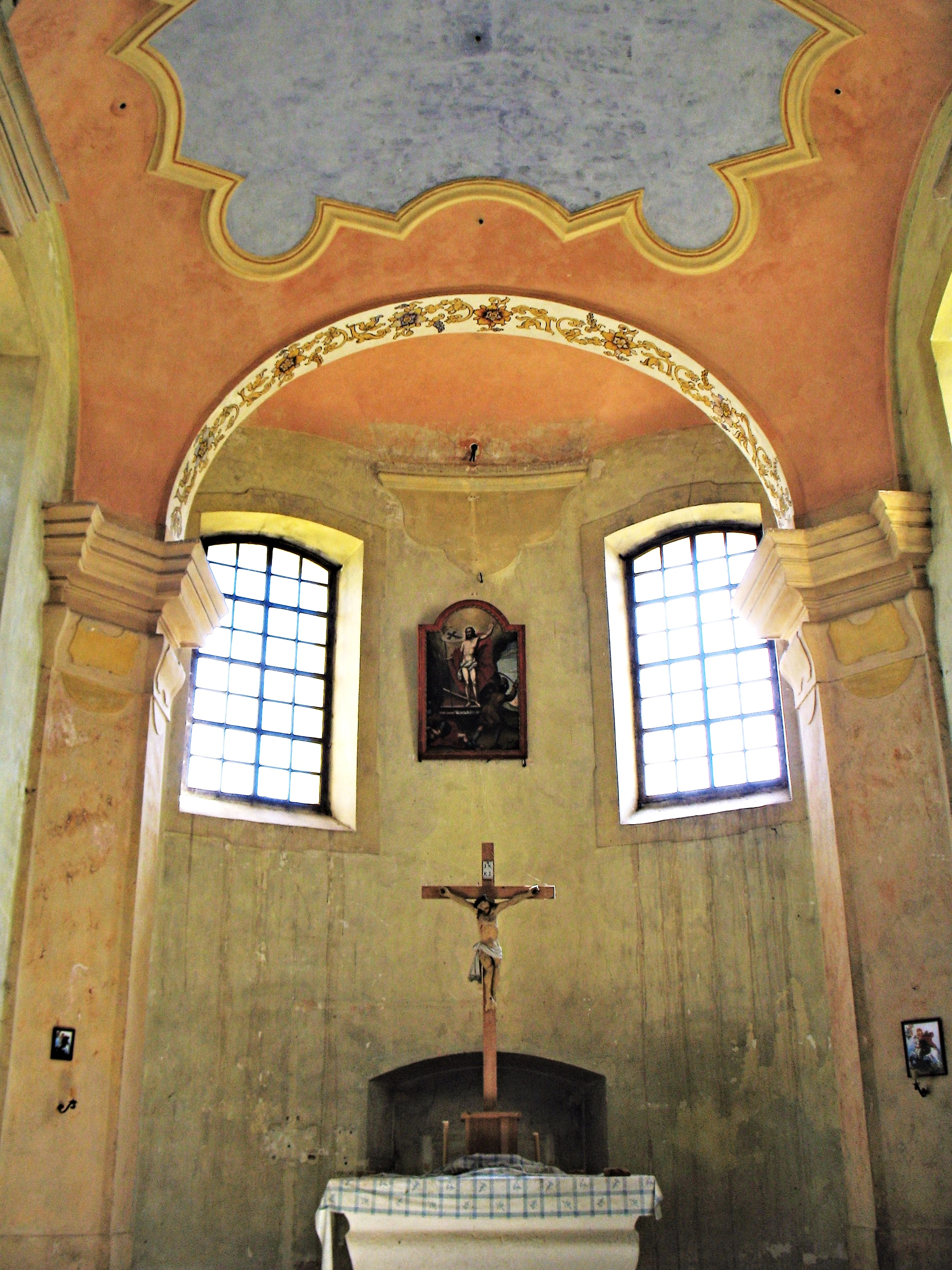
Provizorní oltář
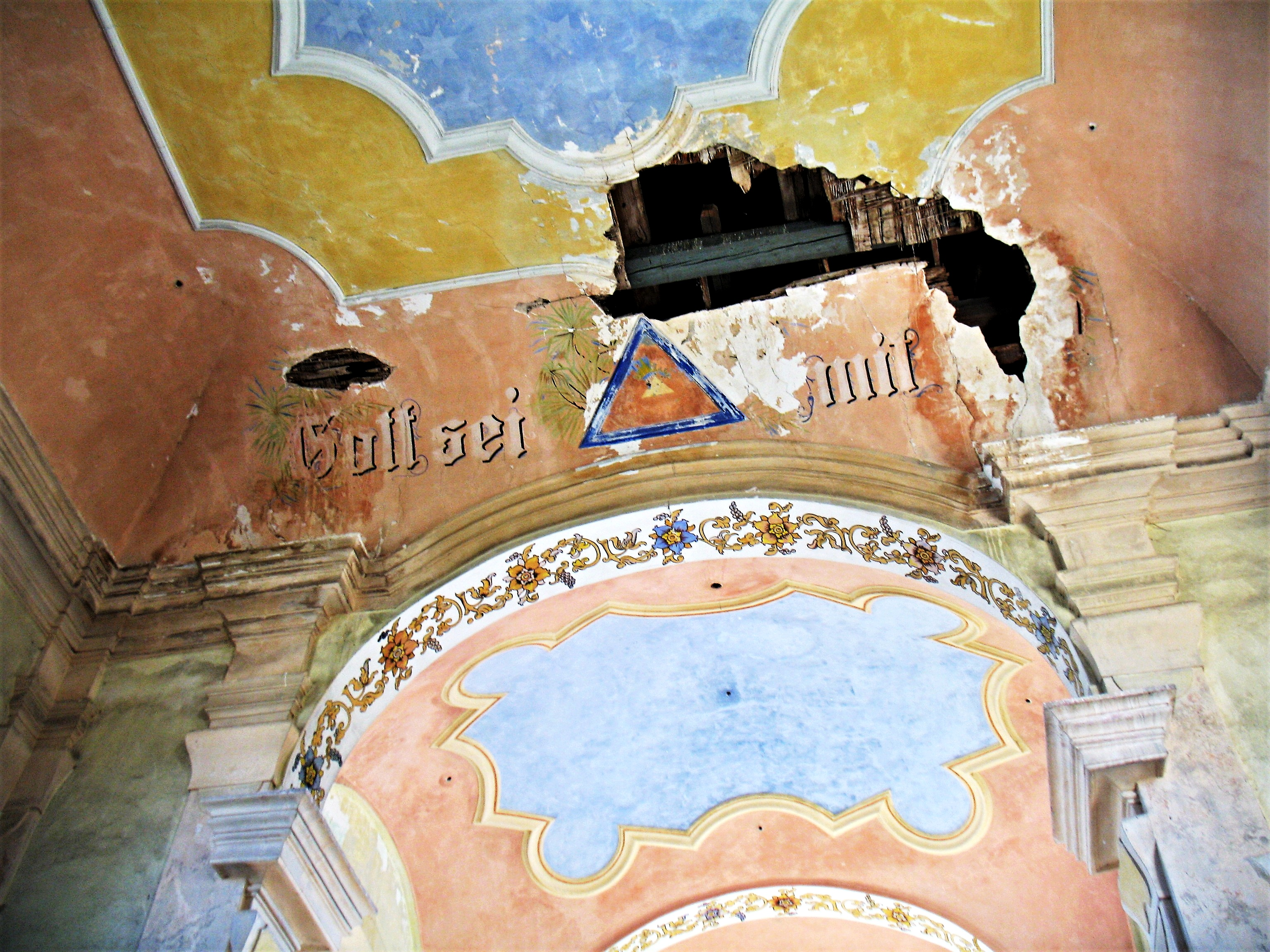
Propadlý strop v kostele
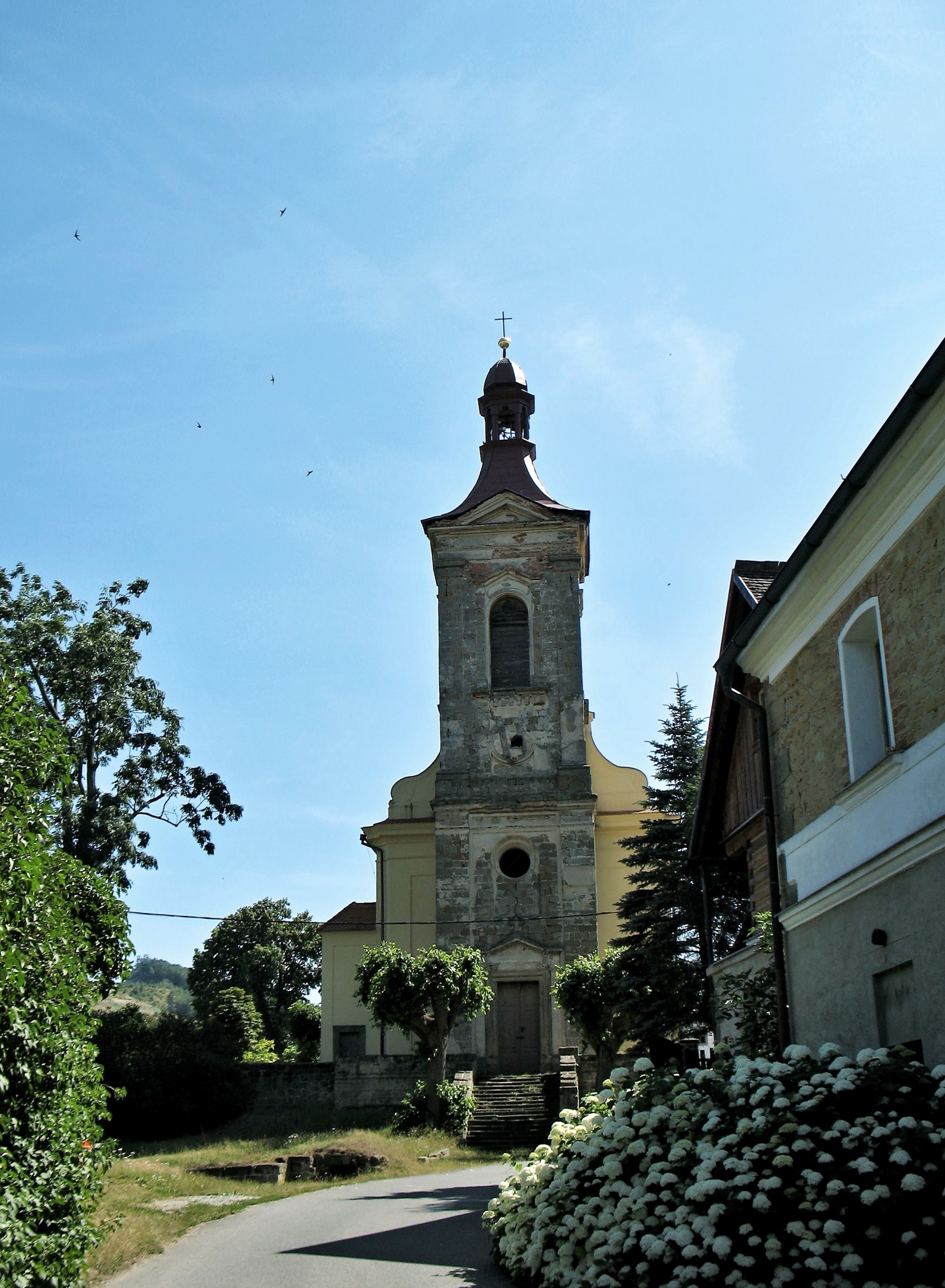
Pohled od západu